# Metabolismus (architektura)

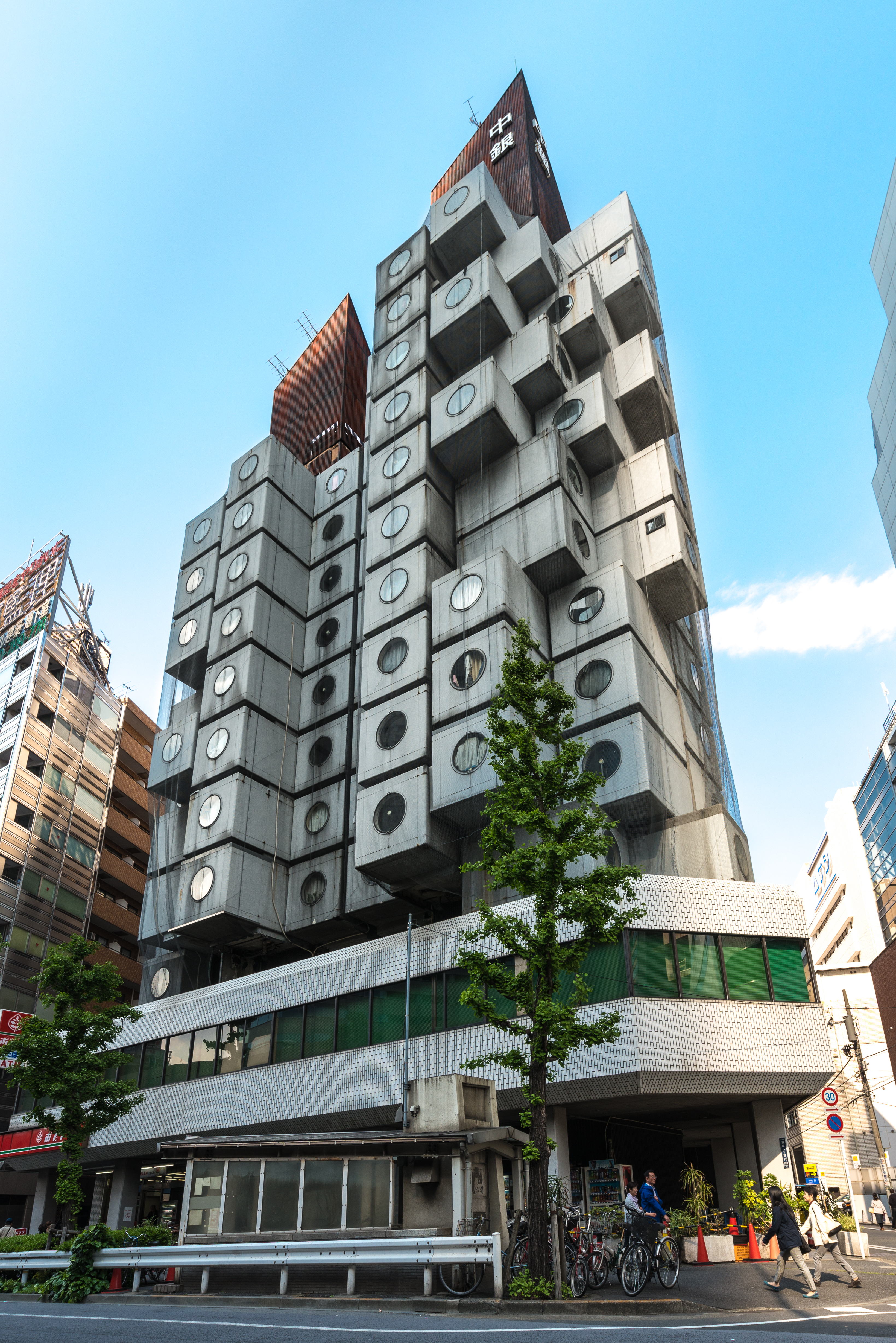
Kapslová věž Nagakin

Metabolismus je architektonický směr, který vznikl v 60. a začátkem 70. let 20. století v Japonsku. Orientoval se na rozvoj a změnu architektonických komplexů a jednotlivých staveb v čase na úkor spojení stacionárních a proměnných prvků v jejich struktuře.
Skupina radikálních japonských urbanistů, působících od roku 1960 reagujících na bouřlivý rozvoj japonských průmyslových míst a na jejich přelidnění na život v ohroženém prostředí velkoměst aplikuje tradiční poznatky o toku a přeměně (metabolismu) energií v organismu. Své utopické projekty zakládají na cyklické funkční obnově velkostruktur a v jejich rámci i malých struktur.

## Metabolisti
Metabolisti nesouhlasili s dosavadním vývojem měst a urbanistickými prostředky jejich řešení, protože neodpovídají dynamickým proměnám života. Opouštějí tradiční architektonické myšlení v pojmech funkce a tvar a zdůrazňují prostor a jeho funkční proměnlivost. Do centra své koncepce položili ideu nezakončenosti a stálé změny architektonické kompozice. Usilují vytvořit takové podmínky, které umožní jednotlivým stavbám a jejich komplexem měnit se a rozvíjet v čase a prostoru.
K dosažení tohoto cíle v architektuře vydělili dlouhotrvající stabilní struktury jako například dopravní uzly a magistrály, místa veřejných shromáždění a prvky, které nemají dlouhodobou trvanlivost a morální rychlé stárnou. Jimi mohou být například obytné a pracovní místnosti, které lze podle potřeby snadno nahradit druhými.
Metabolisti byly talentovanou a intelektuální silnou skupinou japonských architektů, která se etablovala v šedesátých letech 20. století. Šlo o generaci vyrůstající bezprostředně po 2. světové válce. Jejich zaměření odráželo potřeby japonské společnosti s rychlým ekonomickým růstem a převratnými technologickými změnami. Svým působením však významně ovlivnily i mezinárodní architektonickou scénu.

## Faktory ovlivňující tvorbu metabolistů
Kenzó Tange, hlavní představitel metabolismu, vnášel do své architektury tradiční prvky, které však nebyly kopiemi svých starších vzorů, ale jejich volnými interpretacemi. Významný vliv na práci metabolistů měli i pozdní práce Le Corbusiera, zejména pavilon Philips na Světové výstavě v Bruselu roku 1958, který byl velkolepou vznešenou formou vybudovanou na matematických základech.
Metabolisti se jako skupina zformovaly roce 1960 v rámci Světové konference designu v Tokiu. Impulsem byl vzestup spotřební elektroniky. Podle metabolistů elektronické součástky, počínaje tranzistory a konče mobilními telefony, zcela změnily vztah veřejné a soukromé sféry. Rádio jste najednou mohli poslouchat kdekoliv a oddává se tak soukromé činnosti na veřejnosti. Metabolisti byli přesvědčeni, že tato skutečnost rozhodujícím způsobem ovlivní i architekturu. Navrhovali obytné domy, které připomínaly seskupení technologiemi nabitých buněk, a veřejné budovy v podobě sítí a uzlů. Města se pro ně stávaly místy nových zkušeností a způsob jejich zobrazování připomínal science fiction.
Světová výstava v Ósace roce 1970 potvrdila japonskou ekonomickou sílu a metabolistům zajistila mezinárodní pozornost. Pro skupinu však znamenala začátek postupného rozpadu.

## Významní představitelé
- Kijonori Kikutake ( 1928, projekt plovoucího Marine City, 1958),
- Kišó Kurokawa (Kapslová věž Nakagin)[1] v Tokiu, 1971),
- Masato Otaki (1923),
- Fumihiko Maki a teoretik Novoru Kavazoe (1926).
- V roce 1964 se k metabolistům připojil Kenzo Tange (projekt předměstí Tokia na vodě v Tokijském zálivu) a jeho žák Arata Isozaki (projekt vzdušných míst, 1962).